# Kościół św. Mikołaja, św. Elżbiety i św. Marii w Andechsie

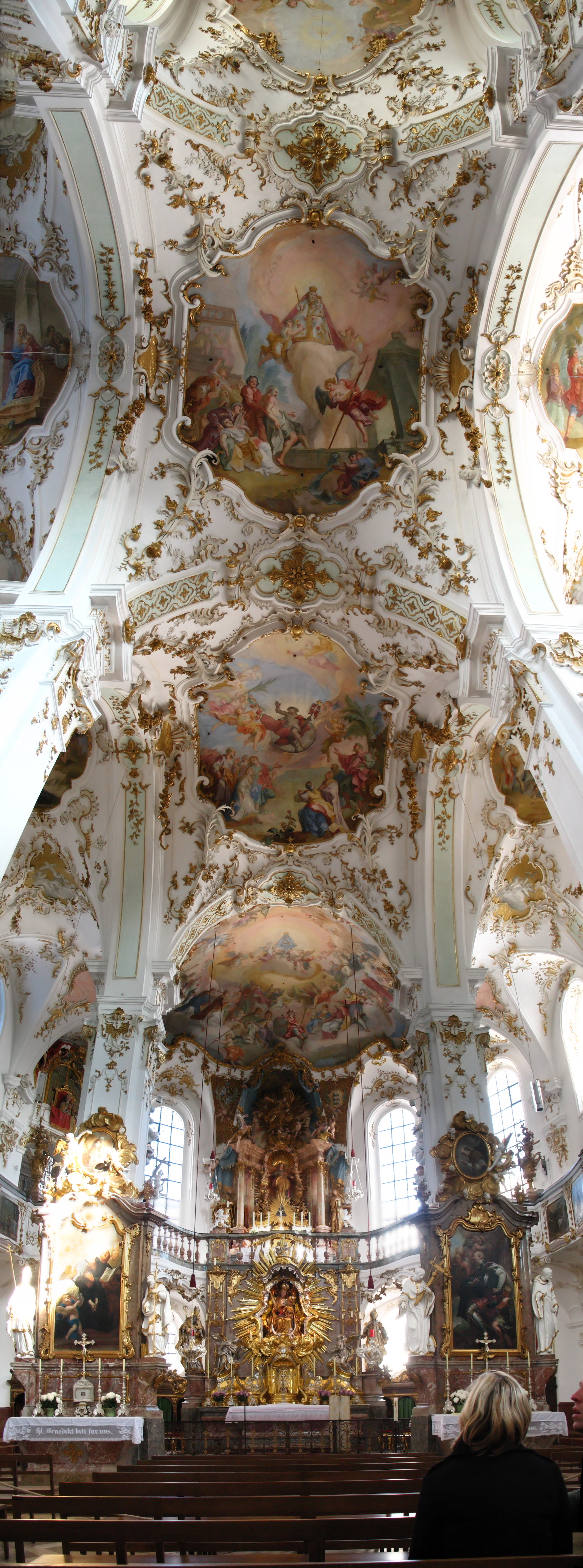
Wnętrza: ołtarz główny i freski sufitowe

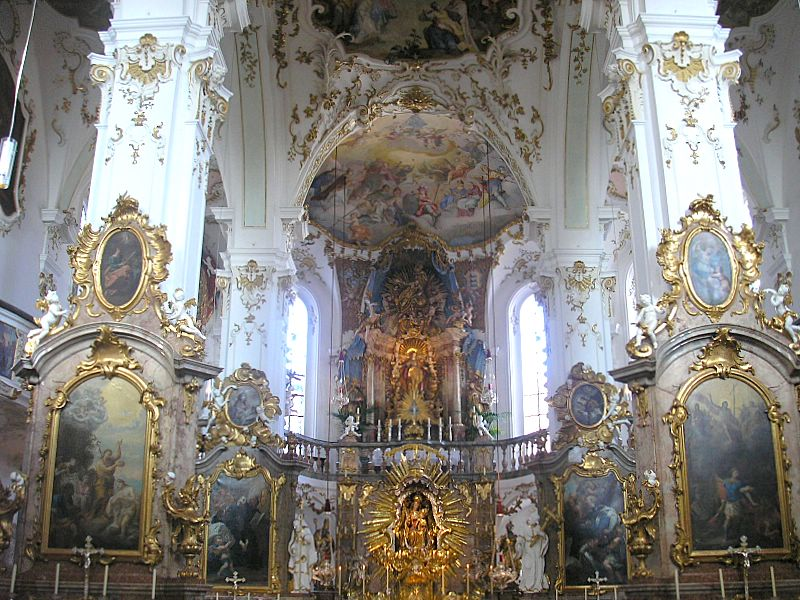
Wyposażenie: ołtarz główny i cztery ołtarze boczne

Kościół św. Mikołaja, św. Elżbiety i św. Marii w Andechsie – kościół przy klasztorze benedyktyńskim w Andechsie w górnej Bawarii w południowych Niemczech. Obok Altötting, najważniejszy cel pielgrzymek w Bawarii.
Słynie z rokokowych wnętrz, sztukaterii i fresków autorstwa Johanna Baptisty Zimmermanna.

## Historia
Zarys architektoniczny obecnego kościoła odpowiada późnogotyckiemu kościołowi halowemu wzniesionemu przez księcia Ernesta I w 1423. Kościół Ernesta został rozbudowany przez jego następcę Albrechta III. W 1609 przeprowadzono pierwszą przebudowę kościoła w stylu późnego włoskiego renesansu, dodając podwójny ołtarz główny oraz emporę. Kościół został częściowo zniszczony w czasie najazdu wojsk szwedzkich podczas wojny trzydziestoletniej. Wielki pożar w 1669 prawie doszczętnie zniszczył świątynię. Przetrwała jedynie Święta Kaplica (niem. Heillige Kapelle). Odbudowa kościoła trwała 10 lat.
W 1710 rozpoczęto barokizację kościoła. Przed ołtarzem zamontowano kutą kratę oraz powiększono okna wokół ołtarza, by do wnętrza wpadało więcej światła.
Z okazji trzechsetnej rocznicy powstania klasztoru w 1755, opat Bernhard Schütz zlecił przebudowę kościoła w duchu rokoko malarzowi dworskiemu z Monachium Johannowi Zimmermannowi (1680–1758), który sporządził plany prac i nadzorował całe przedsięwzięcie. Ponadto osobiście wykonał m.in. sztukaterie sufitowe, ścienne i kolumnowe oraz freski na sufitach w nawie głównej, nawach bocznych i zakrystii. Sztukaterie Zimmermanna zaliczane są do najwspanialszych przykładów południowo niemieckiego rokoko. Bogactwo form przypomina wcześniejsze prace Zimmermanna wykonane dla kościoła w Wies.
Obok Zimmermanna nad wystrojem kościoła pracowali również: rzeźbiarz dworski Johann Baptist Straub (1704–1784), rzeźbiarz szkoły weilheimskiej Franz Xaver Schmädl (1705–1777) oraz złotnik monachijski Johann Michael Roth (zm. ok. 1763).

## Architektura
Do gotyckiej hali kościoła od południa i północy przylegają niższe bryły kaplic. Do świątyni wchodzi się przez portal południowy prowadzący do przedsionka. Na zachodzie znajduje się ośmiokątna, 60-metrowa wieża wzrastająca z kwadratowej podstawy. Wieżę wieńczy latarnia przykryta, typowym dla bawarskich kościołów, hełmem cebulastym. Kościół pokrywa dach siodłowy. Środkowa kaplica po stronie południowej posiada dwa piętra - dolne mieści zakrystię, a górne Kaplicę św. Jadwigi (dawniej Vöhlinkapelle); na jej szczycie znajduje się mała sygnaturka. Podobną sygnaturkę wzniesiono na zachodnim szczycie kościoła. Od wschodu i zachodu do kościoła przylegają budynki klasztorne.

### Wnętrza
Z czterech dawnych gotyckich par filarów architekci rokoko zachowali trzy. Filary wschodnie zostały wyburzone, by zrobić miejsce dla ogromnego fresku sufitowego nad ołtarzem głównym tzw. Andechser Heiligenhimmel autorstwa Johanna Baptisty Zimmermanna.
Wokół kościoła biegnie galeria, na której przedstawiono obrazy i teksty nawiązujące do historii Andechsu. W części zachodniej, galeria przechodzi w emporę (1675), gdzie znajdują się organy. Pod emporą umieszczono zbiór obrazów wotywnych z XVIII i XIX w.
Sufit nawy głównej zdobią cztery freski przedstawiające: Andechser Heiligenhimmel (nad ołtarzem głównym), wniebowzięcie Chrystusa, sadzawkę Betesda oraz niebiański koncert dziewięciu chórów anielskich (nad emporą organową).
W prawej nawie bocznej widać św. Rasso jako żołnierza walczącego przeciwko Węgrom, św. Michała oraz króla Dawida. W nawie północnej przedstawiono św. Jana, św. Benedykta oraz Marię.

### Wyposażenie
Ogromny podwójny ołtarz powstał według projektu Johanna Baptisty Zimmermanna. Do ołtarza oryginalnego Zimmermann dodał figury boczne, po stronie północnej św. Nepomucena a po stronie południowej św. Floriana. Obie rzeźby wykonał Franz Xaver Schmädl. Rzeźba w centralnej części ołtarza to Maria Immaculata, barokowe dzieło Hansa Deglera (ok. 1570–1634/35). Po lewej stronie umieszczono barokową figurę św. Benedykta, założyciela zakonu benedyktynów, a po prawej jego siostry św. Scholastyki.
Pośrodku dolnej części ołtarza znajduje się późnogotycka drewniana rzeźba Matki Boskiej z dzieciątkiem (1550–1468), ukazanej jak w objawieniu św. Jana (Ap 12,1): 

Niewiasta obleczona w słońce
i księżyc pod jej stopami,
a na jej głowie wieniec z gwiazd dwunastu.

Maria trzyma dzieciątko na lewym ręku, w prawej ręce zaś wznosi gałązkę winorośli. Na wyciągniętej dłoni małego Jezusa widać owoc winorośli. Po obydwu stronach rzeźby znajdują się figury patronów kościoła, dzieła dłuta Johanna Baptisty Strauba, figura św. Mikołaja po lewej stronie oraz św. Elżbiety po stronie prawej. Szczyt ołtarza zdobi figura Boga Ojca wyrzeźbiona przez Franza Xavera Schmädla.
Cztery ołtarze boczne umieszczone są na filarach kościoła. Dwa z nich, św. Benedykta oraz św. Rasso, zaprojektował Johann Baptist Straub. Dwa kolejne, przedstawiające chrzest Chrystusa oraz św. Michała, to dzieła Eliasza Greitera Młodszego.

### Kaplice
Środkowa kaplica po stronie północnej, Schmerzhafte Kapelle (dawniej Katharinenkapelle (1470), później Paulinenkapelle (do 1755)), jest miejscem pochówku kompozytora Carla Orffa. W centralnej części rokokowego ołtarza znajduje się rzeźba przedstawiająca Pietę, przypisywana Romanowi Antonowi Boosowi.
Po lewej stronie ołtarza znajduje się późnogotycka Kaplica św. Sebastiana (niem. Sebastianskapelle, zwana również Euchstachiuskapelle), bogato zdobiona sztukateriami Johanna Zimmermanna. Miejsce pochówku rodziny Törring (od 1472). W środkowej części ołtarza znajduje się obraz św. Huberta autorstwa Johanna Georga Wintera z 1755.
Po prawej stronie ołtarza mamy Kaplicę Pojednania (niem. Versöhnungskapelle) oraz Kaplicę św. Józefa (niem. Josephskapelle), przy czym ta ostatnia jest zamknięta dla wiernych i zwiedzających. Obok Kaplicy św. Józefa znajduje się zakrystia ozdobiona sztukateriami Jana Zimmermanna.

## Relikwie
Relikwie przechowywane są w późnogotyckiej Świętej Kaplicy (niem. Heillige Kapelle) z 1472, dwukrotnie odnawianej – przez księcia Maksymiliana I w 1603 oraz przez księcia Maksymiliana III Józefa w 1756.
Najcenniejsze relikwie w Andechsie to: 
- srebrna monstrancja z Trzema Świętymi Hostiami (niem. Drei Heillige Hostien), ok. 1435. Relikwie Trzech Świętych Hostii trafiły do Andechsu w darze w XII w. Dwie z nich były konsekrowane przez papieża Grzegorza I a jedna przez Leona IX[2]. Utrzymuje się, że na hostiach pojawiają się krwawiące znaki: palca, krzyża oraz chrystogramu IHS.

- dwa relikwiarze oraz ostensorium z relikwiami z miejsca zwiastowania, ok. 1390

- srebrny relikwiarz z częściami berła Chrystusa, ok. 1500

- krzyż zwycięski Karola Wielkiego, ok. 1140

- srebrny krzyż św. Elżbiety, ok. 1400

- Złota Róża księcia Albrechta III

- obraz Msza papieża Leona IX, ok. 1470

## Zbiór świec wotywnych
W północnej części kościoła podziwiać można największą kolekcję świec wotywnych w Europie, obejmującą 250 sztuk z XVI–XX w. Najstarsza świeca została podarowana przez Ferdynanda von Vöhlina w 1594. Świece złożyli tu także książę Bawarii Maksymilian I (1603), cesarzowa Austrii Elżbieta (1861) oraz papież Pius X (1910).

## Literatura dodatkowa
- Andechs – Kloster- und Wallfahrtskirche auf dem Heiligen Berg am Ammersee. W: Schnell & Steiner Kunstführer Nr. 394. Monachium-Zurych: 1939. (niem.). Brak numerów stron w książce
- Josef Hemmerle: Die Benediktinerklöster in Bayern. Monachium: 1970. (niem.). Brak numerów stron w książce
- Birgitta Klemenz: Wallfahrtskirche Andechs. W: Schnell & Steiner Kunstführer, Nr. 394. Monachium-Zurych: 2005. ISBN 3-7954-4261-3. (niem.). Brak numerów stron w książce
- Christina Thon: Johann Baptist Zimmermann als Stukkator. Monachium: 1977. (niem.). Brak numerów stron w książce
- Gerhard Schober: Landkreis Starnberg. W: Denkmäler in Bayern. T. I. 21. Monachium-Zurych: 1989. ISBN 3-7954-1005-3. (niem.). Brak numerów stron w książce